# Хибний номер 2
«Хибний номер 2» (англ. Wrong No. 2 / Wrong Number 2) — пакистанська романтична кінокомедія та бойовик 2019 року режисера Ясіра Наваза, продюсерів Ши Амджада Рашіда й Хассана Зіа, із Самі Ханом і Нілам Мунір у головних ролях та із Джаведом Шейхом, Мехмудом Асламом, Ахмадом Хассаном і Данішом Навазом у додаткових ролях. Продовження фільму «Хибний номер».
Фільм був випущений на рамазан-байрам, 5 червня 2019 року, кінокомпаніями Distribution Club та Eros International. «Хибний номер 2» мав успіх у прокаті й став третім за касовими зборами пакистанським фільмом 2019 року.

## Синопсис
Зоя, заможна спадкоємиця, яка закохується в чоловіка, не такого фінансово стабільного, як вона сама.

## Акторський склад
- Самі Хан — Омар
- Нілам Мунір — Зоя
- Мехмуд Аслам — Вазір
- Джавед Шейх — Ґул Наваз
- Шафкат Чіма — Чаудхарі
- Даніш Наваз — Шаукат
- Ясір Наваз — Мехбуб
- Сана Фахар — Масума
- Ахмед Хассан — Геппі
- Ірфан Хусат — Ґоґі
- Ашраф Хан — Абу Джан
- Фаріха Джабін — дружина Абу Джана
- Шехназ Первайз — тітка

## Виробництво
Перший тизер-трейлер фільму вийшов 13 квітня 2019 року, а прем'єра самої стрічки — 5 червня 2019.